# 劉宏恩
劉宏恩，台灣政治大學法律學系副教授，美國史丹佛大學法學博士，衛生福利部藥師懲戒委員會委員，衛生福利部疾病管制署人體研究倫理審查會委員，台北榮民總醫院人體試驗委員會（IRB）委員，台北市立聯合醫院人體試驗委員會（IRB）委員，中央研究院台灣生物資料庫倫理治理委員會委員，消費者文教基金會法律委員會委員，曾任政治大學基礎法學中心主任，研究生物醫學倫理及基因科技倫理與法律、以及傳統法律方面的民法親屬繼承及離婚後子女監護問題等。

## 爭議
- 2016年4月18日 針對中研院長翁啟惠涉入浩鼎案，發表公開信批評。[2]

## 著作
- 《基因科技倫理與法律：生物醫學研究的自律、他律與國家規範》，五南出版，2009年，ISBN 978-957-11-5631-6。

## 外部連結
- 法律學的‧心理學的‧台灣的‧宏恩的HOMEPAGE （页面存档备份，存于）